# FIBA European Champions Cup 1987-1988
La Coppa dei Campioni 1987-1988 di pallacanestro maschile venne vinta dall'Olimpia Milano.
Hanno preso parte alla competizione 23 squadre. La formula di gioco venne leggermente modificata: le squadre giocarono due turni iniziali ad eliminazione diretta con gare di andate e ritorno (e somma dei punti), prevendo una fase a gruppi valevole per la qualificazioni alla finale, cui accedevano le prime quattro classificate, che si scontravano in semifinale. La finale è stata organizzata a Gent.

## Risultati

### Primo turno
Le gare di ottavi di finale sono state giocate il 24 settembre e il 1º ottobre 1987.
| Team #1           | Agg.      | Team #2          | Andata | Ritorno |
| ----------------- | --------- | ---------------- | ------ | ------- |
| AEL Limassol      | 143 - 193 | Körmend          | 72-84  | 71-109  |
| Benfica           | 230 - 161 | Sparta Bertrange | 122-77 | 108-84  |
| Klosterneuburg    | 200 - 221 | Pully            | 93-104 | 107-117 |
| EBBC Den Bosch    | 178 - 161 | Helsingin NMKY   | 91-78  | 87-83   |
| TJ Zbrojovka Brno | 189 - 173 | Portsmouth       | 94-76  | 95-97   |
| Södertälje        | 179 - 162 | Racing Mechelen  | 89-93  | 90-69   |
| Murray Edinburgh  | 170 - 189 | Saturn Colonia   | 82-98  | 88-91   |

### Ottavi di finale
Le gare degli ottavi di finale sono state giocate il 15 e il 22 ottobre 1987.
| Team #1          | Agg.      | Team #2           | Andata  | Ritorno |
| ---------------- | --------- | ----------------- | ------- | ------- |
| Balkan Botevgrad | 167 - 190 | Tracer Milano     | 79-93   | 88-97   |
| Pau-Orthez       | 212 - 165 | Pınar Karşıyaka   | 124-82  | 88-85   |
| Barcellona       | 269 - 134 | Śląsk Wrocław     | 129-65  | 140-69  |
| Körmend          | 165 - 231 | Partizan          | 94-130  | 71-101  |
| Maccabi Tel-Aviv | 192 - 165 | Benfica           | 111-86  | 81-79   |
| Pully            | 229 - 240 | Aris Salonicco    | 125-127 | 104-113 |
| EBBC Den Bosch   | 184 - 161 | TJ Zbrojovka Brno | 87-78   | 97-83   |
| Södertälje       | 207 - 257 | Saturn Colonia    | 119-126 | 88-131  |

### Quarti di finale
|    | Squadra          | G  | V  | P  | PF   | PS   | Dif  | P.ti |
| -- | ---------------- | -- | -- | -- | ---- | ---- | ---- | ---- |
| 1. | Partizan         | 14 | 10 | 4  | 1290 | 1260 | +30  | 24   |
| 2. | Aris Salonicco   | 14 | 9  | 5  | 1346 | 1315 | +31  | 23   |
| 3. | Tracer Milano    | 14 | 9  | 5  | 1304 | 1286 | +18  | 23   |
| 4. | Maccabi Tel-Aviv | 14 | 8  | 6  | 1326 | 1320 | +6   | 22   |
| 5. | Barcellona       | 14 | 7  | 7  | 1367 | 1278 | +89  | 21   |
| 6. | Saturn Colonia   | 14 | 5  | 9  | 1402 | 1415 | -13  | 19   |
| 7. | Pau-Orthez       | 14 | 4  | 10 | 1210 | 1229 | -19  | 18   |
| 8. | EBBC Den Bosch   | 14 | 4  | 10 | 1299 | 1441 | -142 | 18   |

|  | Qualificate alle semifinali |
|  | Eliminata                   |

## Final four
Le Final Four si sono svolte a Gand dal 5 al 7 aprile 1988.

### Semifinali
5 aprile 1988
| Team #1        | Agg.    | Team #2          |
| -------------- | ------- | ---------------- |
| Partizan       | 82 - 87 | Maccabi Tel-Aviv |
| Aris Salonicco | 82 - 87 | Tracer Milano    |

### Finale 3º/4º posto
7 aprile 1988
| Team #1  | Agg.     | Team #2        |
| -------- | -------- | -------------- |
| Partizan | 105 - 93 | Aris Salonicco |

### Finale 1º/2º posto
7 aprile 1988
| Team #1       | Agg.    | Team #2          |
| ------------- | ------- | ---------------- |
| Tracer Milano | 90 - 84 | Maccabi Tel-Aviv |

| Coppa dei Campioni 1987-1988 |
| ---------------------------- |
| Tracer Milano 3º titolo      |

## Formazione vincitrice
| N° | Naz.                   | Ruolo | Sportivo            |  | Alt. |  |
| -- | ---------------------- | ----- | ------------------- |  | ---- |  |
| 5  | Italia (bandiera)      | AC    | Fausto Bargna       |  |      |  |
| 6  | Italia (bandiera)      | A     | Massimiliano Aldi   |  |      |  |
| 7  | Italia (bandiera)      | A     | Riccardo Pittis     |  |      |  |
| 8  | Italia (bandiera)      | P     | Mike D'Antoni       |  |      |  |
| 9  | Italia (bandiera)      | AG    | Mario Governa       |  |      |  |
| 10 | Italia (bandiera)      | G     | Roberto Premier     |  |      |  |
| 11 | Italia (bandiera)      | C     | Dino Meneghin       |  |      |  |
| 12 | Italia (bandiera)      | G     | Fabrizio Ambrassa   |  |      |  |
| 13 | Stati Uniti (bandiera) | AC    | Rickey Brown        |  |      |  |
| 14 | Italia (bandiera)      | G     | Piero Montecchi     |  |      |  |
| 15 | Stati Uniti (bandiera) | AG    | Bob McAdoo          |  |      |  |
| 16 | Italia (bandiera)      | C     | Alessandro Chiodini |  |      |  |
|    | Italia (bandiera)      | All.  | Franco Casalini     |  |      |  |